# Chatmonchy
Chatmonchy (チャットモンチー) è un gruppo rock Giapponese originario di Tokushima (Shikoku) formato da tre ragazze. La loro casa discografica è la Ki/oon Records Inc, sussidiaria della Sony Music Japan.
Il nome del gruppo viene spesso abbreviato con chatmo (チャットモ) oppure chat (チャット) e non ha nessun preciso significato.

## Storia
- Nel 2000 il gruppo viene fondato da Eriko, ed è inizialmente composto da 6 membri (2 cantanti, 2 chitarriste, un bassista ed un batterista)
- Nel 2002 tutti i membri tranne Eriko lasciano il gruppo. Entra invece a farne parte Akiko.
- Nel 2003 entra a far parte del gruppo un batterista maschio, che però lascerà lo stesso anno. Eriko e Akiko continuano suonando in acustica.
- Nel 2004 Akiko conosce Kumiko all'università e questa entra a far parte del gruppo. E producono il loro primo album da indie chatmonchy ni naritai (チャットモンチーになりたい) vendendo circa 1500 copie.
- Il 23 novembre 2005 il gruppo pubblica suo primo album chatmonchy has come prodotto dalla casa discografica Ki/oon Records vendendone 20000 copie.
- Il 1º marzo 2006 il gruppo pubblica il singolo Koi no Kemuri (恋の煙).
- Il 5 luglio 2006 il gruppo pubblica l'album Mimi Nari (耳鳴り).
- Il 15 novembre 2006 il gruppo pubblica il singolo Shangrila (シャングリラ).
- Il 18 aprile 2007 il gruppo pubblica il singolo Joshi Tachi ni Asu wa Nai (女子たちに明日はない).
- Il 20 giugno 2007 il gruppo pubblica il singolo Tobi Uo no Butterfly / Sekai ga Owaru Yoru ni (とび魚のバタフライ/世界が終わる夜に).
- Il 5 settembre 2007 il gruppo pubblica il singolo Daidai (橙).
- Il 24 ottobre 2007 il gruppo pubblica l'album Seimeiryoku (生命力).
- Il 28 novembre 2007 il gruppo pubblica il suo primo DVD Chatmonchy Restaurant Appetizer (チャットモンチー レストラン 前菜) (una semplice raccolta dei loro video musicali).
- Il 27 febbraio 2008 il gruppo pubblica il singolo Hira Hira Hiraku Himitsu no Tobira (ヒラヒラヒラク秘密ノ扉) e i DVD live Chatmonchy Restaurant Soup (チャットモンチー レストラン スープ).
- Il 25 giugno 2008 il gruppo pubblica il singolo Kaze Fukeba Koi (風吹けば恋).
- Il 5 novembre 2008 il gruppo pubblica il singolo Somaru Yo (染まるよ) insieme al DVD Chatmonchy Restaurant Main Dish (チャットモンチー レストラン メインディッシュ)

## Formazione
- Eriko Hashimoto (エリコ ハシモト): Chitarra e voce
- Akiko Fukuoka (アキコ フクオカ): Basso elettrico e cori
- Kumiko Takahashi (クミコ タカハシ): Batteria e cori

## Discografia
- 2004 - Chatmonchy ni naritai (チャットモンチーになりたい), (autoprodotto).
- 2005 - Chatmonchy has come (チャットモンチー・ハズ・カム), (Ki/oon Records).
- 2006 - Miminari (耳鳴り), (Ki/oon Records).
- 2007 - Seimeiryoku (生命力), (Ki/oon Records).
- 2009 - Kokuhaku (告白)

### DVD
- 2007 - Chatmonchy Restaurant Zensai (チャットモンチー レストラン 前菜).
- 2008 - Chatmonchy Restaurant Soup (チャットモンチー レストラン スープ).
- 2008 - Chatmonchy Restaurant Main Dish (チャットモンチー レストラン メインディッシュ).